# Kain O'Keefe
Kain O'Keeffe (Sídney; 22 de octubre de 1987) es un actor australiano, más conocido por haber interpretado a Guy Spender en la serie Blue Water High.

## Carrera
En 2008 se unió al elenco de la tercera temporada de la serie Blue Water High, donde interpretó al joven surfista Guy Spender. En 2009 apareció como personaje recurrente en la exitosa y aclamada serie australiana Home and Away, donde interpretó al mediano de los hermanos Austin, Brendan Austin, un adolescente autista. Anteriormente, en 2005, Kain apareció por primera vez en la serie donde interpretó a Callan Sherman y a Troy en algunos episodios. Ese mismo año apareció en el cortometraje Burden, donde interpretó a William Johnson, un joven estudiante de una escuela privada de Sídney que está completando su examen final de inglés y se ve atrapado en una vida fuera de control y termina asesinando a su exnovia Lara Boyd-Cutler (Indiana Evans), al final Will terminará lidiando con las devastadoras consecuencias de su acto. El cortometraje está basado en hechos reales que ocurrieron en noviembre de 2003.
En 2010 apareció como personaje recurrente en la exitosa serie Packed to the Rafters, donde dio vida a Liam. Ese mismo año apareció como invitado en otra exitosa serie australiana Underbelly: The Golden Mile, la tercera temporada de la serie criminal Underbelly.

## Filmografía
Series de televisión
| Año         | Título                                    | Personaje                    | Notas                       |
| ----------- | ----------------------------------------- | ---------------------------- | --------------------------- |
| 2012        | Neighbours                                | Vaughn Redden                | 3 episodios                 |
| 2010        | Resistance                                | Brandon                      | episodio "Pilot"            |
| 2010        | Packed to the Rafters                     | Liam                         | 5 episodios                 |
| 2010        | Underbelly: The Golden Mile               | Westie                       | episodio "Kingdom Come"     |
| 2009 - 2010 | Home and Away                             | Brendan Austin               | 32 episodios                |
| 2008        | Out of the Blue                           | Callan Moore                 | 9 episodios                 |
| 2008        | Blue Water High                           | Guy Spender                  | 26 episodios                |
| 2007        | Mcleod's Daughters                        | Ross                         | episodio "leaving the Nest" |
| 2007        | Pirate Islands: The Lost Treasure of Fiji | Tyler Bradden                | 13 episodios                |
| 2003 - 2005 | All Saints                                | Jamie Stoner y Todd Sorenson | 3 episodios                 |
| 2004        | Fireflies                                 | Kieran Sharp                 | 19 episodios                |
| 2002        | Young Lions                               | Thug Guy                     | episodio "Asylum Seekers"   |

Películas
| Año  | Título                    | Personaje              | Notas                                                                           |
| ---- | ------------------------- | ---------------------- | ------------------------------------------------------------------------------- |
| 2011 | 33 Postcards              | Dave                   | junto a Guy Pearce, Lincoln Lewis, Claudia Karvan, Rhys Muldoon & Matthew Nable |
| 2009 | The 7th Hunt              | Chris Roberts          | junto a Imogen Bailey, Jason Stojanovski y Tasneem Roc                          |
| 2009 | I Wish I Were Stephanie V | Brendan                | junto a Clayton Watson, Bree Desborough & Hazem Shammas                         |
| 2009 | Burden                    | William "Will" Johnson | corto - junto a Indiana Evans, Jon Sivewright & Christie Hayes                  |
| 2004 | Fireflies                 | Kieran                 | junto a Libby Tanner y John Waters                                              |
| 2003 | Swimming Upstream         | Joven Harold Jr.       | junto a Thomas Davidson y Keeara Byrnes                                         |

Director
| Año  | Título | Notas                   |
| ---- | ------ | ----------------------- |
| 2009 | Scent  | cortometraje - director |